# Konflikt um die korsische Garde

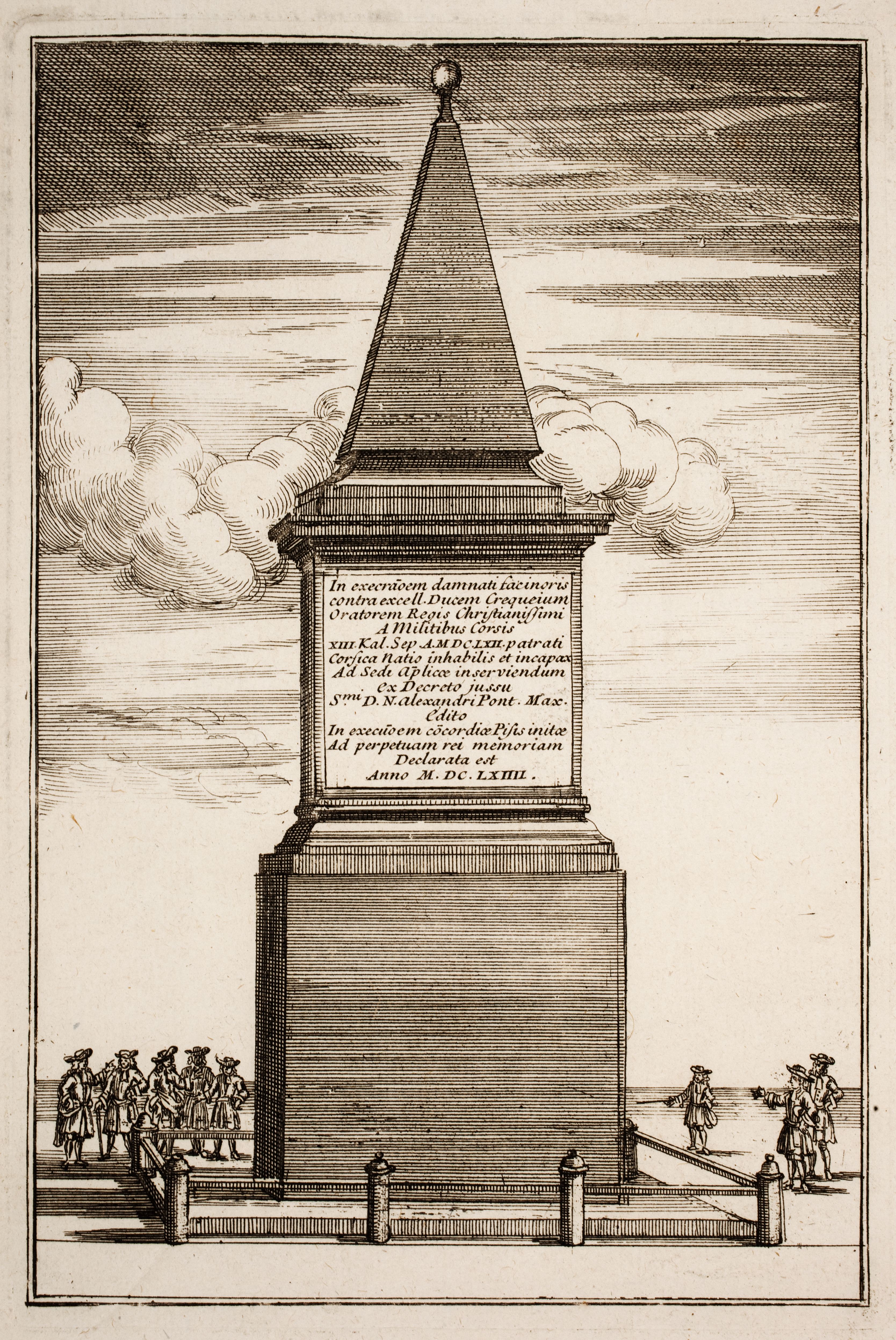
Gedenksäule in Rom zur Erinnerung an den Konflikt um die korsische Garde und seinen Ausgang. Die lateinische Inschrift besagt: In execrationem damnati facinoris
contra excell. Ducem Crequeium
Oratorem Regis Christianissimi
A Militibus Corsis
XIII. Kal. Sep. A. MDC.LXII. patrati
Corsica Natio inhabilis et incapax
Ad Sedi Apostolicae inserviendum
ex Decreto jussu
Smi. D.N. Alexandri Pont. Max.
Edito
In executionem concordiae Pisis initae
Ad perpetuam rei memoriam
Declarata est
Anno M.DC.LXIIII.
(Übersetzung: Zur Sühne für das abscheuliche Verbrechen, das von korsischen Soldaten gegen den Herzog von Crequy, den Botschafter des allerchristlichsten Königs, am 20. August (XIII. Kal. Sep.) 1662 begangen wurde, ist die korsische Nation für ungeeignet und unfähig erklärt worden, dem Apostolischen Stuhl zu dienen, in einem auf Befehl unseres Herrn, des Papstes Alexander, erlassenen Dekret, in Ausführung der in Pisa geschlossenen Vereinbarung, zum ewigen Gedächtnis, im Jahr 1664). Clemens IX. ließ das Monument bereits 1668 wieder beseitigen.

Der Konflikt um die korsischen Garde war eine Auseinandersetzung zwischen dem Kirchenstaat unter Papst Alexander VII. und dem Königreich Frankreich unter Ludwig XIV. Der Ausgang des Konflikts unterstrich erneut die europäische Dominanz Ludwigs XIV.

## Verlauf
Die korsische Garde war als Teil der Armee des Kirchenstaats 1603 unter Clemens VIII. gegründet worden und unterstand Flavio Chigi. Zwischen dem Kirchenstaat und Frankreich hielten Spannungen an, die am 20. August 1662 in einem Schusswechsel zwischen der korsischen Garde des Papstes und dem Gefolge des Botschafters Charles III. de Créquy vor der französischen Botschaft in Rom mündeten. Es gab mehrere Tote, darunter der Page des Botschafters.
Kardinal Rinaldo d’Este (1618–1672) warf dem Gefolge des französischen Botschafters Hausfriedensbruch in den Gärten seiner Villa d’Este vor und forderte den Abbruch der Schlichtungsverhandlungen. Zwei Mitglieder des Gefolges randalierten in einem Tabakgeschäft und beschimpften die korsischen Soldaten des Papstes. Sie wurden ermittelt und bestraft.
Da Alexander VII. von seiner Sicht der Angelegenheit nicht abrückte, berief Ludwig XIV. seinen Botschafter und die französische Verhandlungsdelegation aus Rom ab und verwies den päpstlichen Nuntius Celio Piccolomini aus Frankreich. Die Sache erregte in Frankreich weite Teile der Öffentlichkeit.

## Vertrag von Pisa
Am 12. Februar 1664 setzte sich Ludwig XIV. im Vertrag von Pisa durch: Der Gouverneur von Rom musste nach Paris gehen, um Erklärungen zu geben, die korsische Garde wurde aufgelöst. Am Ort des Angriffs wurde eine pyramidenförmige Gedenksäule errichtet. Schließlich entschuldigte sich der päpstliche Legat, Kardinal Chigi, am 29. Juli 1664 öffentlich bei Ludwig XIV. 